# علي بن عبد القادر النبتيتي
علي بن عَبْد القَادِر النبتيتي (نحو 1065 هـ / نحو 1655 م) هو عالم بالميقات والحساب، من أهل نبتيت بشرقية مصر.
كان موقت الجامع الأزهر.

## آثاره
من آثاره التي ذكرها الزركلي:
- شرح الرحبية في الفرائض.
- مطالع السعادة الأبدية في وضع الأوفاق والخواص الحرفية والعددية
- فتح رب البرية نحو
- القول الوافي في شرح الكافي عروض
- الدرر الجوهرية في الأزهرية، حاشية على شرح الشيخ خالد للأزهرية، فرغ من تأليفها سنة 1037 هـ.